# زومردا (ناحیه)
زومردا (به آلمانی: Landkreis Sömmerda) یک ناحیه در آلمان است که در تورینگن واقع شده‌است. زومردا ۷۹٬۵۹۲ نفر جمعیت دارد.